# 新阿爾彭巴赫河

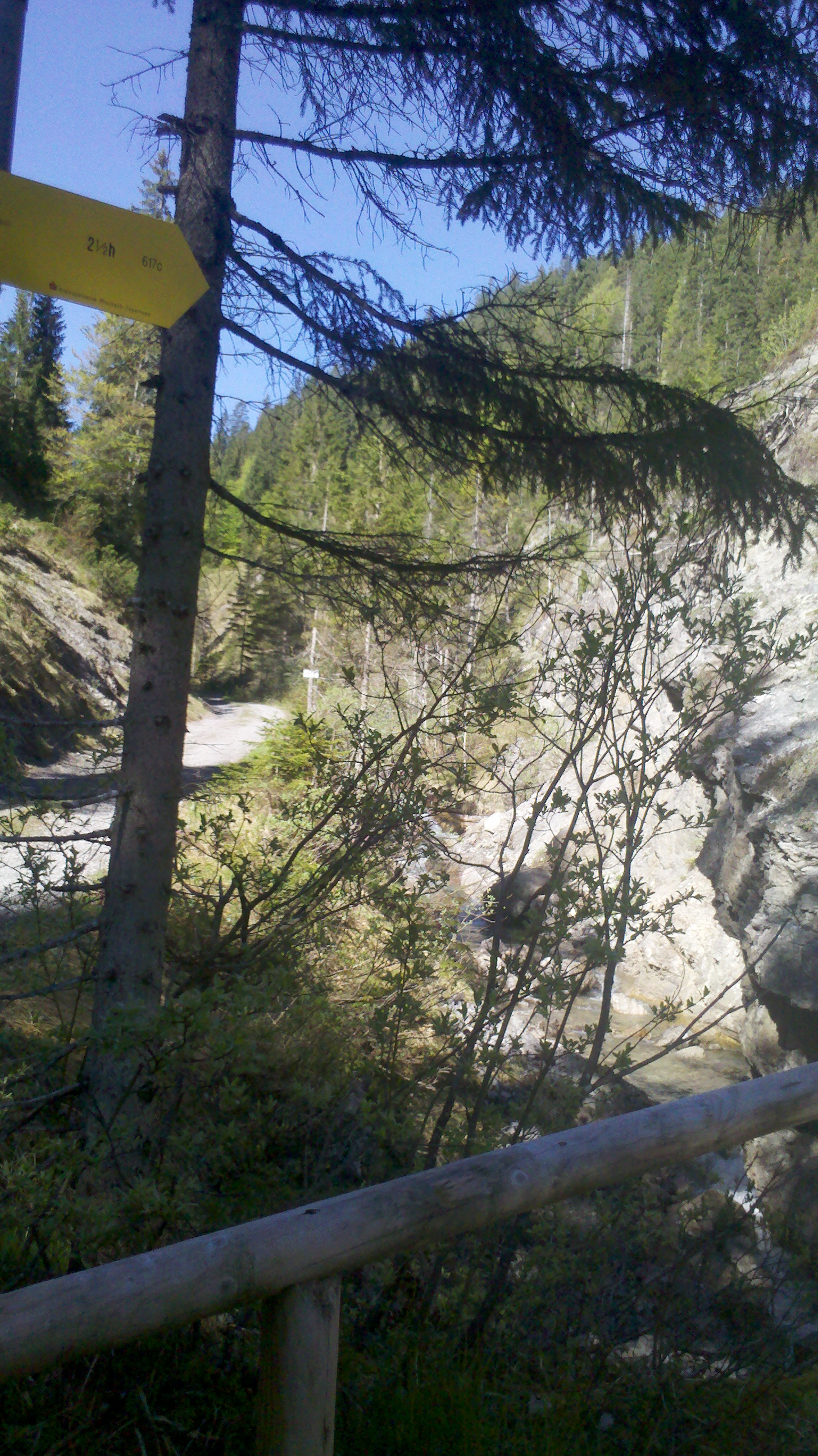

47°37′35″N 11°50′10″E / 47.62638°N 11.83620°E
新阿爾彭巴赫河（德語：Neualpenbach），是德國的河流，位於該國東南部，由巴伐利亞負責管轄，河道全長5.5公里，發源自欣德山北坡，最終與勞恩薩克巴赫河匯流成為白瓦萊普河。